# نجات زویی
نجات زویی (انگلیسی: Saving Zoë) یک فیلم درام جنایی به کارگردانی جفری هانت استکه در سال ۲۰۱۹ منتشر شد. این فیلم توسط برایان جی آدامز نوشته و توسط و لی آن آدامز ساخته شده‌است.
این فیلم بر اساس رمانی به همین نام به قلم آلیسون نوئل ساخته شده‌است. جورجیو ویگام، ونسا مارانو و لورا مارانو در نقش‌های اصلی در کنار ناتانیل بوزولیک و مایکل پرووست ایفای نقش می‌کنند. این فیلم در ۱۲ ژوئیه ۲۰۱۹ اکران شد.

## خلاصه داستان
یک سال از قتل خواهر بزرگترش می‌گذرد و اکو (لورا مارانو) هنوز از بهبودی کامل فاصله دارد. اکو سخت‌ترین تلاش خود را برای قوی بودن انجام داده‌است، در حالی که مادرش داروهای ضد افسردگی مصرف می‌کند و پدرش هم خیلی کار می‌کند.
اکو سال اول سال تحصیلی خود را در دبیرستان آغاز می‌کند. بسیاری از دانشجویان پشت سر او، دربارهٔ مرگ خواهرش صحبت می‌کنند. یک روز در حالی که در ناهار با دوست خود نشسته بود، اکو دوست پسر خواهرش، مارک را می‌بیند که خودش نیز پس از گذراندن مدتی مرخصی به مدرسه بازگشت. اکو معتقد است که او، ارتباطی با قتل زویی (ونسا مارانو) دارد، حتی اگر قاتل قبلاً نیز محکوم شده بود.
یک روز در حالی که در خانه راه می‌رود، ماشین جدید مارک را با دفتر خاطرات زویی در صندلی می‌بیند. او پنجره را می‌شکند تا دفتر خاطرات را بدزدد. اکو از خواندن آن تردید دارد اما نمی‌تواند جلوی خودش را بگیرد.
هنگامی که او شروع به خواندن کرد، متوجه می‌شود زندگی پنهانی زویی از زمان رابطه اش با مارک شروع شده‌است. اکو با دانستن رازهایی که در دست داشته‌است، تصمیم می‌گیرد اشتباهاتی را که خواهرش زویی انجام داده بود، اصلاح کند.

## بازیگران
- لورا مارانو به عنوان اکو
- ونسا مارانو به عنوان زویی
- جورجیو ویگام به عنوان کارلی
- ناتانیل بازولیک جیسون
- کریستفر تاوارز به عنوان مارک
- مایکل پروست به عنوان پارکر
- کن جیونگ به عنوان پزشک
- آنی جیکوب به عنوان ابی
- ایوان کاستلو به عنوان تام
- ویتنی گین به عنوان مامان
- جیسون دیویس به عنوان پدر
- لندن سامرز به عنوان ترزا
- احمد حسین به عنوان اولین کارآگاه
- جفری هانت به عنوان کارآگاه دوم
- لیزا جکسون به عنوان مادر مارک
- لوک دامپر به عنوان چیس

## انتشار
در آوریل ۲۰۱۹، مشخص شد که این فیلم در ۱۲ ژوئیه ۲۰۱۹ اکران می‌شود.

## دریافت‌ها از فیلم

### بازخوردها
این فیلم به صورت جهانی فیلمبرداری شده‌است و در وب سایت تجدیدنظر راتن تومیتوز، این فیلم دارای رتبه تأیید ۰٪ بر اساس ۶ بررسی، و میانگین امتیاز ۵/۱۰ است.
نوئل موری از لس آنجلس تایمز نوشت: "حتی با روایت گاه به گاه صداپیشه، فیلم نمی‌تواند جذابیت اصلی کتاب ناول را تکرار کند، بسیاری از اقدامات داخلی است و با عقاید و احساسات زنان سروکار دارد. طرح رمز و راز به اندازه کافی شگفت آور نیست - و برای ایجاد معادل سینمایی یک صفحه ساز، حداقل چند شوک خوب طول می‌کشد. "
دانیل سولزمن نوشت: "مطمئناً اجازه دارید تا به این فیلم فرصتی بدهید، اما نجات زویی من را کمی ناامید کرد. من این فیلم را ناامیدی کامل نمی‌دانم اما معتقدم که می‌توانست بهتر اجرا شود. نجات زویی باید مانند کتابش می‌بود. "
جنی کرمود نوشت: "نجات زویی در نهایت فیلمی سبک دربارهٔ یک موضوع جدی است. با مهارت انجام می‌شود و مارانو یک پیشرو مؤثر است. این احتمال وجود دارد که به نکات مهم برای طرفداران کتاب ضربه بزند، اما این کار کمی بیشتر از این می‌شود، از بروز خطرات جلوگیری می‌کند و در نتیجه نتوانسته‌است صدای خودش را پیدا کند. اگر در مخاطب هدف باشید، این یک ساعت رضایت بخش را پیدا خواهید کرد اما بعید به نظر می‌رسد. "